# Central Kings
Central Kings es un municipio rural canadiense situado en la provincia de Isla del Príncipe Eduardo.

## Superficie
Central Kings tiene una superficie de 72,94 km².

## Demografía
En 2021, tenía 386 habitantes, una densidad poblacional de 5,3 hab./km², y 176 viviendas.